# Lachenalia pusilla
Lachenalia pusilla là một loài thực vật có hoa trong họ Măng tây. Loài này được Jacq. mô tả khoa học đầu tiên năm 1797.